# 卡帕罗索
卡帕罗索（西班牙語：Caparroso）是西班牙纳瓦拉的一个市镇。总面积81平方公里，总人口2416人（2001年），人口密度30人/平方公里。